# 约会 (电影)
约会 (法语：C'était un rendez-vous) 是一部由法国导演克洛德·勒卢什于1976年拍摄的短片。

## 概要
电影主要展示了1976年8月的一个清晨(5点30分)，男主角在8分钟的时间内驾车高速穿越巴黎市区的景象。该片无加速、无剪辑，全部通过车头固定的一台摄影机呈现。
这部短片开始于小巴黎环路的王妃门（法语：Porte Dauphine）隧道路段，并由此出口通过福煦大道进入巴黎城区。行车途中经过了多处巴黎标志性建筑，如：如凯旋门，香榭丽舍大街，协和广场，卢浮宫和巴黎歌劇院。
该片的最大特点之一就是驾驶员的激烈驾驶，因在穿越巴黎的大街小巷途中摄像车从未有一刻停止：超車、逆行、永远被忽视的红灯、四起的广场鸽、因车开上人行道而被吓退的女子……
最终，汽车飞驰而上至山顶，在圣心教堂前停了下来，车灯照耀处一位金发碧眼的女子出现，和驾驶者相拥于蒙马特台阶前，同时身后教堂钟声响起，巴黎清晨的美景尽收眼底。至此，影片结束，“约会”开始。

## 制作
导演克洛德·勒卢什曾给出了几个影片拍摄过程的细节。
摄像车是一辆导演自己的梅赛德斯450SEL 6.9（即S级W116）型轿车，因其液压气动型悬架可以提供更“柔和”的影像录制，固定在保险杠的是一台35毫米广角镜头摄影机。拍摄结束后导演又用一辆法拉利重新录制了音轨来获得更好的引擎声浪以达到最佳视听效果。他还透露，在长直的福煦大道上，驾驶速度达到了200公里/小时。
这部短片是导演自己刚刚拍摄完的另一部电影爱能否重来（法语：Si c'était à refaire）的“副产物”，拍摄素材的长度完全取决于录影机内胶片的余量。影片的拍摄是没有事先准备、没有得到许可，在开放的道路上大清早一次性完成的。由于真实路况的不确定性，行驶的过程中驾驶员无法保证路线，并且所剩胶片不多，留给驾驶员调整的余地是非常少的。事实上，途中曾因一辆卡车挡住了预设行车线，驾驶员不得不绕行了一段路，在当时这很可能导致影片的拍摄不完整。
除了兼任驾驶员的导演，只有两个人参与了拍摄。一个是导演的助手，他在里沃利街拿着对讲机等待着勒卢什从卢浮宫花园后面的拱门里出来，这意味着助手要在路线中唯一的盲区处协助驾驶员并告知路况。然而勒卢什并不知道对讲机其实坏了，幸运的是当时没有任何险情发生，行车的方向也是绿灯。另一个人就是导演的女友，导演只告诉她，他将在十分钟内到达圣心堂并要求她在他的到来后出现。

## 演员表
- 驾驶员：克洛德·勒卢什(导演)
- 结尾出现的女士：古丽娜·弗莱登

## 路线
拍摄全程的行车线大约10.6公里长，意味着导演在巴黎市区穿行的平均时速达到了约80公里/小时。